# Zbigniew Seifert
Zbigniew Seifert (ur. 7 czerwca 1946 w Krakowie, zm. 15 lutego 1979 w Buffalo) – polski skrzypek jazzowy, absolwent klasy skrzypiec Państwowej Wyższej Szkoły Muzycznej w Krakowie.

## Życiorys

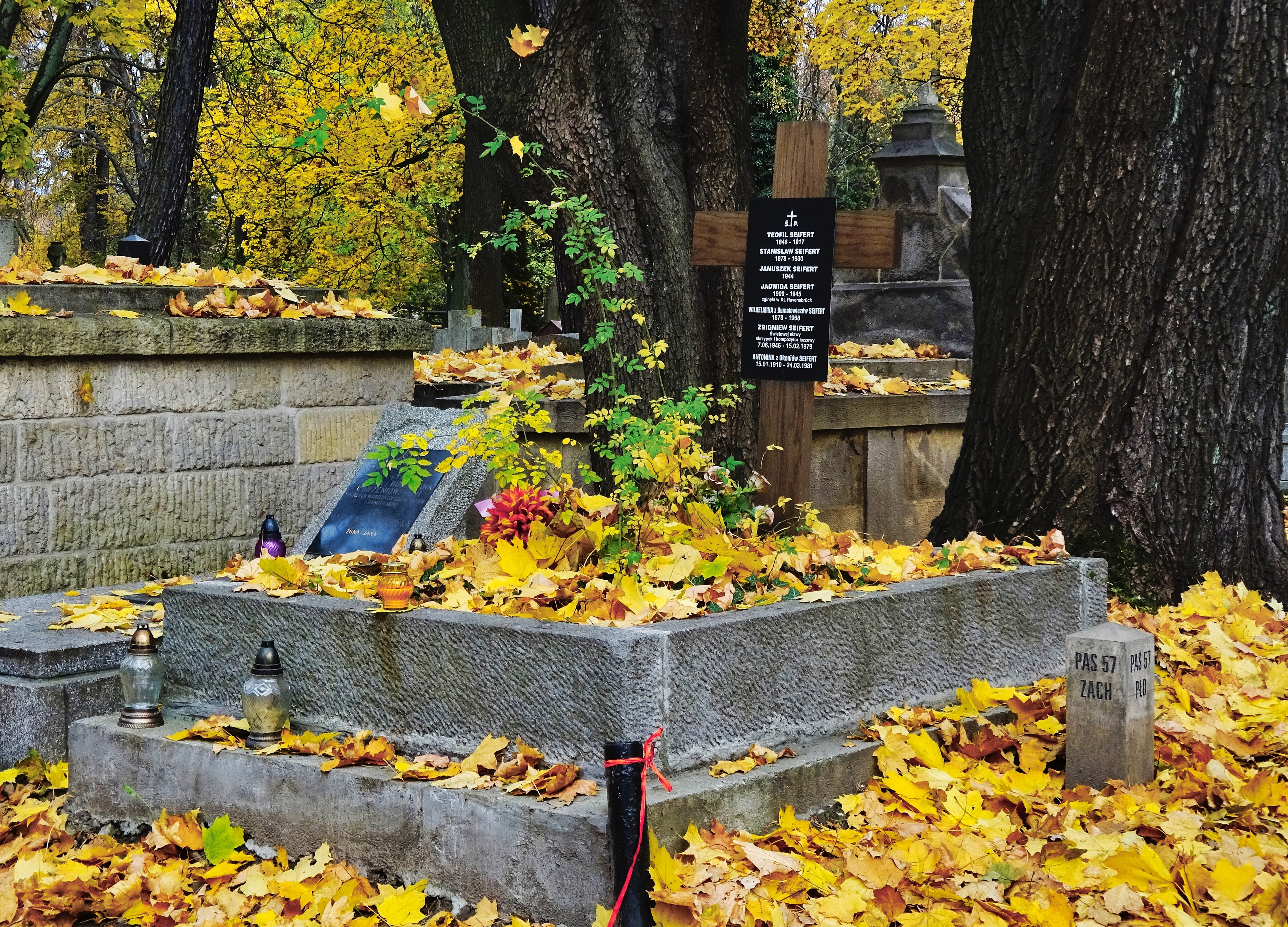
Grób Zbigniewa Seiferta na Cmentarzu Rakowickim w Krakowie

Początkowo grał jazz na saksofonie altowym. W 1960 roku ukończył klasę skrzypiec Marii Maksysiowej w Państwowej Szkole Muzycznej. W latach 1960–1965 roku uczył się w klasie profesora Stanisława Tawroszewicza w Państwowym Liceum Muzycznym im. Fryderyka Chopina. W liceum powstał Kwartet Zbigniewa Seiferta. W 1964 roku (za zgodą dyrekcji) jego członkowie pod opieką nauczyciela Janusza Mroczka pojechali do Warszawy na Jazz Jamboree. Kwartet zadebiutował w1965 roku podczas XIV Zaduszek Jazzowych.
Studiował w Wyższej Szkole Muzycznej. Studia ukończył w 1970 roku. W 1968 roku doszedł do zespołu Tomasza Stańki – powstał legendarny Tomasz Stańko Quintet w składzie: Tomasz Stańko, Janusz Muniak, Zbigniew Seifert, Janusz Stefański i Bronisław Suchanek. Rodzaj muzyki Kwintetu Stańki – programowy free jazz i avant-jazz – zbliżył go do bardziej swobodnych form jazzowej improwizacji. Zespół był gwiazdą Jazz Jamboree 1968.
Od 1973 roku, po rozwiązaniu Kwintetu Stańki, współpracował z wieloma muzykami europejskimi i amerykańskimi, nagrywając płyty m.in. z Joachimem Kühnem, Charliem Mariano, Volkerem Kriegelem, Jasperem van ’t Hofem, zespołem Oregon, Glenem Moore’em, Volkerem Kriegelem, a także z Urszulą Dudziak i Michałem Urbaniakiem – płyta We'll Remember Komeda (LP MPS Records 1973). W 1976 rozpoczął również nagrywanie płyt sygnowanych własnym nazwiskiem, w maju tego roku ukazało się Solo violin, a we wrześniu Man of the Light. W następnym roku ukazała się pierwsza jego amerykańska płyta Zbigniew Seifert, nagrana w holenderskim Dureco Sound Studio w Weesp oraz w Electric Lady Studios w Nowym Jorku dla wytwórni Capitol Records. Pierwsze polskie płyty Seiferta, Kilimanjaro i Kilimanjaro 2, wydało Polskie Stowarzyszenie Jazzowe – była to rejestracja koncertu, który odbył się 14 listopada 1978 w krakowskim klubie „Pod Jaszczurami”.
Jego ekspresyjny styl, oparty na doskonałej technice wiolinistycznej, był rozwinięciem idei muzycznych Johna Coltrane’a. Do największych osiągnięć należy nagrana 3 miesiące przed śmiercią artysty płyta Passion, w której nagraniu udział wzięli również perkusista Jack DeJohnette, gitarzysta John Scofield, kontrabasista Eddie Gomez, pianista Richie Beirach oraz perkusista Naná Vasconcelos.
Seifert od dłuższego czasu wiedział, że choruje na nowotwór. W roku 1976 okazało się, że wcześniej zdiagnozowany nowotwór jest wyjątkowo złośliwy, a przebyta operacja nie powiodła się. Po powrocie do USA udał się do Buffalo, gdzie miał przejść kolejną operację. Zmarł w jej trakcie, w nocy z 14 na 15 lutego 1979 roku. Został pochowany na cmentarzu Rakowickim w Krakowie.

## Upamiętnienie
16 października 2007 rozpoczęto ujęciami w Piwnicy pod Baranami tworzenie amerykańskiego filmu dokumentalnego o jego osobie, pod roboczym tytułem Passion. Reżyserem filmu jest Erin Harper. W 2009 ukazała się biografia artysty Man of the Light. Życie i twórczość Zbigniewa Seiferta, autorstwa Anety Norek.
W 2010 roku powstała Fundacja im. Zbigniewa Seiferta, a od 2014 roku organizowany jest Międzynarodowe Jazzowy Konkurs Skrzypcowy im. Zbigniewa Seiferta.

## Dyskografia
| Nagrany   | Wydany | Album                   | Wykonawca – lider                                                                    | Wytwórnia        |
| --------- | ------ | ----------------------- | ------------------------------------------------------------------------------------ | ---------------- |
| 1972 (5)  | 1972   | Jazzmessage from Poland | Tomasz Stańko Quintet                                                                | JG Records       |
| 1973 (3)  | 1973   | Purple Sun              | Tomasz Stańko Quintet                                                                | Calig Records    |
| 1973 (3)  | 1973   | Lift!                   | Volker Kriegel                                                                       | MPS Records      |
| 1974 (1)  | 1974   | Kunstkopfindianer       | Wolfgang Dauner, Hans Koller, Zbigniew Seifert, Janusz Stefański, Adelhard Roidinger | MPS Records      |
| 1974 (3)  | 1974   | Eye-ball                | Jasper van ’t Hof, Zbigniew Seifert, Wim Overgaauw                                   | Keytone Records  |
| 1974 (5)  | 1974   | Cinemascope             | Joachim Kühn                                                                         | MPS Records      |
| 1976 (4)  | 1976   | Springfever             | Joachim Kühn                                                                         | Atlantic Records |
| 1976 (5)  | 1976   | Helen 12 Trees          | Charlie Mariano                                                                      | MPS Records      |
| 1976 (9)  | 1976   | Man of the Light        | Zbigniew Seifert                                                                     | MPS Records      |
| 1977 (?)  | 1977   | Zbigniew Seifert        | Zbigniew Seifert                                                                     | Capitol Records  |
| 1976 (5)  | 1978   | Solo violin             | Zbigniew Seifert                                                                     | Electrola/EMI    |
| 1978 (11) | 1978   | Kilimanjaro             | Zbigniew Seifert                                                                     | PolJazz          |
| 1978 (11) | 1978   | Kilimanjaro vol. 2      | Zbigniew Seifert                                                                     | PolJazz          |
| 1977      | 1978   | Violin                  | Oregon                                                                               | Vanguard Records |
| 1978 (11) | 1978   | Passion                 | Zbigniew Seifert                                                                     | Capitol Records  |
| 1978 (12) | 1979   | Introducing Glen Moore  | Glen Moore                                                                           | Elektra Records  |
| 1974–1978 | 1979   | We’ll Remember Zbiggy   | Zbigniew Seifert                                                                     | Mood Records     |
| 1969–1970 | 2010   | Nora                    | Zbigniew Seifert                                                                     | GAD Records      |